# Paranaspia inadai
Paranaspia inadai är en skalbaggsart som beskrevs av Ohbayashi N. 2001. Paranaspia inadai ingår i släktet Paranaspia och familjen långhorningar. Inga underarter finns listade i Catalogue of Life.